# Heinrich Wilhelm Reichardt
Heinrich Wilhelm Reichardt ( 1835 – 1885) fue un explorador y botánico austríaco, que viajó a través de los Balcanes, Centroamérica y México, documentando sus hallazgos. Trabajó activamente en la Universidad de Viena.

## Algunas publicaciones
- 2012. Carl Clusius' Naturgeschichte Der Schw Mme Pannoniens... Edición reimpresa de Nabu Press, ISBN 1273415310

- 2010. Miscellen. Edición reimpresa de BiblioBazaar, 22 pp. ISBN 1175260991

- 1886. Die Internationale Polarforschung 1882-1883: Die Oesterreichische Polarstation Jan Mayen: Beobachtungs-Ergebnisse. Con Emil von Wohlgemuth, H Wilczek. Ed. Kaiserl. Akademie der Wissenschaften, Viena

- 1880. International Gallery Containing the Autographs, Biographies and Portraits of the Most Eminent Men of the Day.

- 1876. Carl Clusius Naturgeschichte Der Schwamme Pannoniens. Edición reimpresa de Kessinger Publ. 44 pp. ISBN 1162432373

- 1871. Ueber die flora der insel St. Paul im Indischen Ocean. Editor C. Ueberreuter'sche Buchdruckerei, 36 pp. en línea

- 1870. Fungi, hepaticae et musci frondosi. Reise seiner Majestät Fregatte Novara um die Erde. Botanischer Theil ; vol. I. Editor Aus der Kaiserlich-königlichen hof-und staatsdruckerei, 64 pp.

- 1870. Reise der österreichischen Fregatte Novara um die Erde: Botanischer Theil. Pilze. Leber- und Laubmoose. Editor K.K. Hof- u. Staatsdr. ; in Comm. bei Gerold. 64 pp.

- 1859. Ueber die gefässbündel vertheilung im stamme und stipes der farne: Ein beitrag zur anatomischen und systematischen kerntniss dieser familie. 28 pp.

- La abreviatura «Reichardt» se emplea para indicar a Heinrich Wilhelm Reichardt como autoridad en la descripción y clasificación científica de los vegetales.[2]